# Контой
Контой — село в Борзинском районе Забайкальского края России в составе сельского поселения «Кондуйское».

## География
Расположено в восточной части района примерно в 68 километрах на восток-северо-восток от районного центра города Борзи, занимает северо-западную часть бывшей территории села Кондуй.

## Население
| 2021 |
| ---- |
| 0    |

## Климат
Климат резко континентальный с жарким летом и холодной солнечной и малоснежной зимой. Средняя температура в июле +16 — +20°С, в январе −26 — −28 °С. Ср. кол-во осадков не превышает 350 мм/год, особенно засушливы весна и начало лета. Продолжительность вегетационного периода до 150 дней и более.

## История
Основано в 2013 году выделением части села Кондуй в отдельный населённый пункт. На федеральном уровне  присвоение соответствующего наименования было принято Распоряжением Правительства России от 1 марта 2016 года N 350-р.